# Ургюп
Ургюп (тур. Ürgüp, греч. Προκόπιο) — город и район в центральной части Турции, на территории провинции Невшехир.

## Географическое положение
Город расположен в юго-восточной части ила, на расстоянии приблизительно 14 километров к востоку от города Невшехир, административного центра провинции. Абсолютная высота — 1043 метра над уровнем моря. Площадь района составляет 563 км².

## Население
По данным Института статистики Турции, численность населения Ургюпа в 2012 году составляла 19 116 человек, из которых мужчины составляли 49,4 %, женщины — соответственно 50,6 %.
Динамика численности населения города по годам:
| 1990   | 1997   | 2000   | 2007   | 2012   |
| ------ | ------ | ------ | ------ | ------ |
| 11 040 | 13 295 | 14 538 | 15 456 | 19 116 |

## Экономика и транспорт
Основу экономики города составляет сельскохозяйственное производство. В городе и его окрестностях выращивают картофель, фрукты, зерновые культуры, сахарную свёклу, фасоль, нут и др. Широко развито виноградарство. Животноводство развито слабо, в силу недостатка пастбищных площадей.
Ближайший аэропорт расположен в городе Невшехир.

## Известные жители
В первой половине XVIII веке в городе проживал православный святой Иоанн Русский.

## Города-побратимы
- Лариса